# Pararicia belizensis
Pararicia belizensis är en ringmaskart som beskrevs av Solis-Weiss och Fauchald 1989. Pararicia belizensis ingår i släktet Pararicia och familjen Orbiniidae. Inga underarter finns listade i Catalogue of Life.